# Iglesia de los Santos Bernardino y Roque en Chieri
Iglesia de los Santos Bernardino y Rocco en Chieri (italiano: Chiesa dei Santi Bernardino e Rocco) - una iglesia parroquial católica ubicada en la ciudad italiana de Chieri (Piamonte), en Piazza Cavour.

## Historia

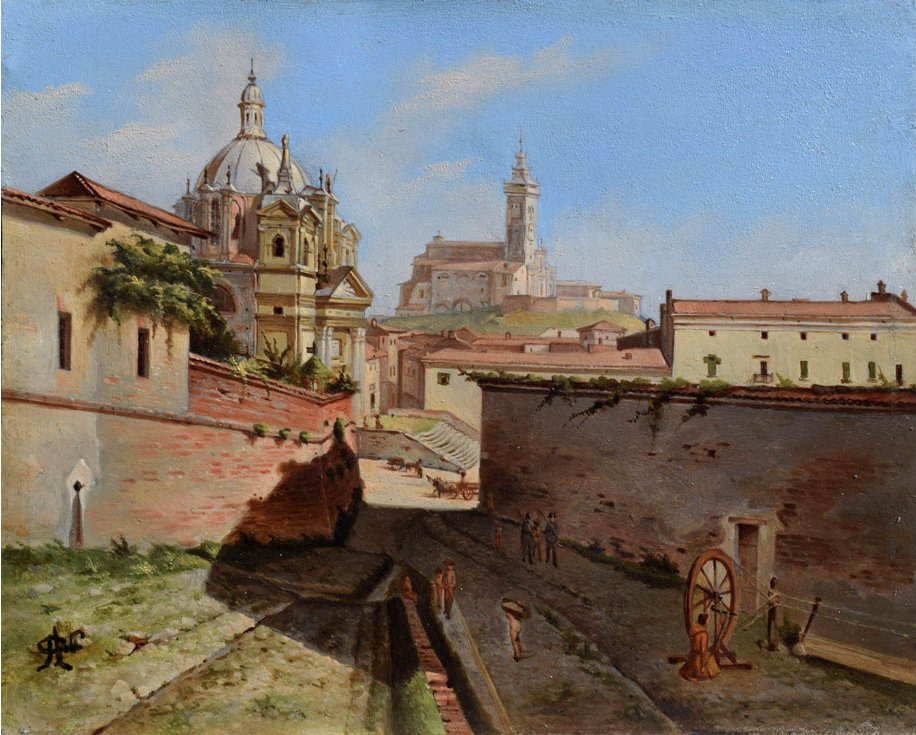
La iglesia en un cuadro de Alberto Maso Gilli

Fue construida en 1675-1683, ampliada en 1694 y reconstruida en 1740-1744.

## Arquitectura
La forma del templo domina la Piazza Cavour. Su característica fachada neoclásica con dos campanarios fue diseñada por Mario Quarini de Chieri. La cúpula con ventanas longitudinales en la tambora es de Bernardo Vittone (1740-1744). Los luminosos interiores están decorados con estucos de Giuseppe Antonio Riva de Carignano. El lienzo del altar mayor es obra de Guglielmo Caccia y representa a la Virgen María con el Niño y al santo patrón de la iglesia, San Bernardino de Siena. Hay constancia de que el santo predicó en Chieri durante sus viajes por Italia. El órgano (restaurado a principios del siglo XXI) es el más antiguo de la ciudad. El lienzo de la derecha procede de la iglesia destruida de St. Rocha. Representa a la Santísima Trinidad y a María coronada en presencia de los santos Roque, Sebastián, Jorge y Guillermo. Contiene una sugerente vista de Chieri con sus murallas, torres y campanarios. Es propiedad de la Cofradía del Santo Nombre de Jesús, que se ocupa de su renovación y conservación. En la sala de reuniones del templo también se encuentra un valioso lienzo que representa a San Nicolás de Tolentino.